# Abaça binte Almadi
Abaça binte Almadi (em árabe: العباسة; romaniz.: al-ʿAbbāsa; c. 765 – após 803) foi uma princesa abássida. Era filha do terceiro califa abássida Almadi, e uma concubina chamada Raim. Era meia-irmã de Alhadi, Harune Arraxide, Ulaia e Ibraim. Harune era conhecido por estar infeliz com o fato de ser parente de Abaça, pois se sentia atraído por ela. Para manter Abaça em sua vida, a fez se casar com Jafar ibne Iáia. O casamento era para ser de conveniência, mas Abaça se apaixonou por seu marido arranjado. À noite, uma escrava era enviada ao quarto de Jafar, e Abaça ocupou o lugar da escrava uma noite. Seu marido ficou surpreso. Abaça engravidaria e daria à luz meninos gêmeos em segredo. Os gêmeos seriam criados em Meca. Harune finalmente descobriu sobre o relacionamento e matou Jafar. Abaça foi morto ou enviado para o exílio.

## Casamento
Seu primeiro marido foi Maomé ibne Solimão ibne Ali, um membro proeminente de um ramo cadete da dinastia abássida, que foi governador de Cufa e Baçorá por muito tempo. Seu segundo casamento foi com Ibraim ibne Sale, um membro de outro ramo cadete da dinastia: era primo de primeiro grau dos dois primeiros califas abássidas Açafá (r. 750–754) e Almançor (r. 754–775).